# Grupa Bojowa Dorsch
Grupa Bojowa Dorsch (niem. Kampfgruppe Dorsch) – jedna z hitlerowskich grup bojowych. Liczyła 16 oficerów i 267 szeregowych. Rozwiązana 11 lipca 1943, na jej miejscu powstała Grupa Bojowa Hauptmann Karl.

## Skład
- szwadron żandarmerii
- Schutzpolizei z Tarnopola
- 3 batalion 23 Pułku Policji SS
- policjanci ukraińscy

Potem również:
- batalion Policji SS z Wrocławia.